# 1854 w polityce

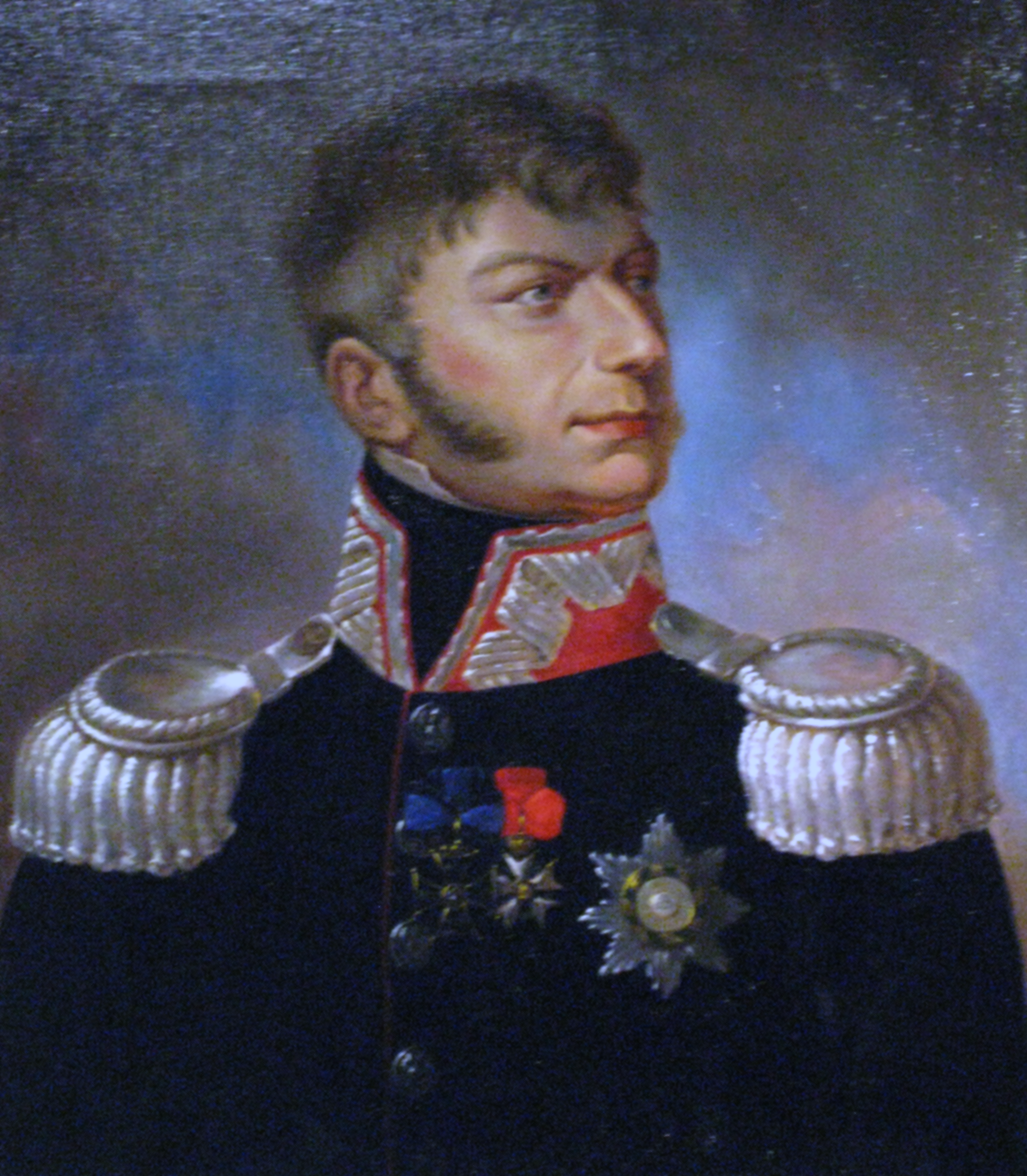
Józef Chłopicki

Wydarzenia polityczne w 1854 roku.

## Urodzili się
- 22 sierpnia Milan I Obrenowić, król Serbii[1].
- 21 listopada Giacomo della Chiesa, przyszły papież Benedykt XV[2].

## Zmarli
- 27 marca Karol III, książę Parmy[3].
- 15 lipca Cuthbert Grant, kanadyjski dowódca wojskowy[4].
- 17 lipca George Corbin Washington,amerykański polityk[5].
- 30 września Józef Chłopicki, polski generał[6].
- 21 października Maria Wirtemberska, polska arystokratka[7].